# Lu Yu
Lu Yu (陆羽) (n. 733 – d. 804) a fost un scriitor și maestru al ceaiului chinezesc.